# Ordnance QF 6 pounder
Kanón OQF 6 pounder (Ordnance Quick Fire 6-pounder neboli "rychlopalný šestiliberní kanón") byl britský protitankový a tankový kanón ráže 57 mm. Tvořil primární výzbroj britského protitankového dělostřelectva v prostředním období druhé světové války a v tankové verzi se stal součástí výzbroje mnoha typů britských tanků a obrněných vozidel. Poprvé byl použit v Severní Africe v dubnu 1942 a rychle nahrazoval předchozí kanóny OQF 2 pounder v jejich protitankové úloze.
Armáda USA rovněž zavedla tento kanón do své výzbroje pod označením 57 mm Gun M1.

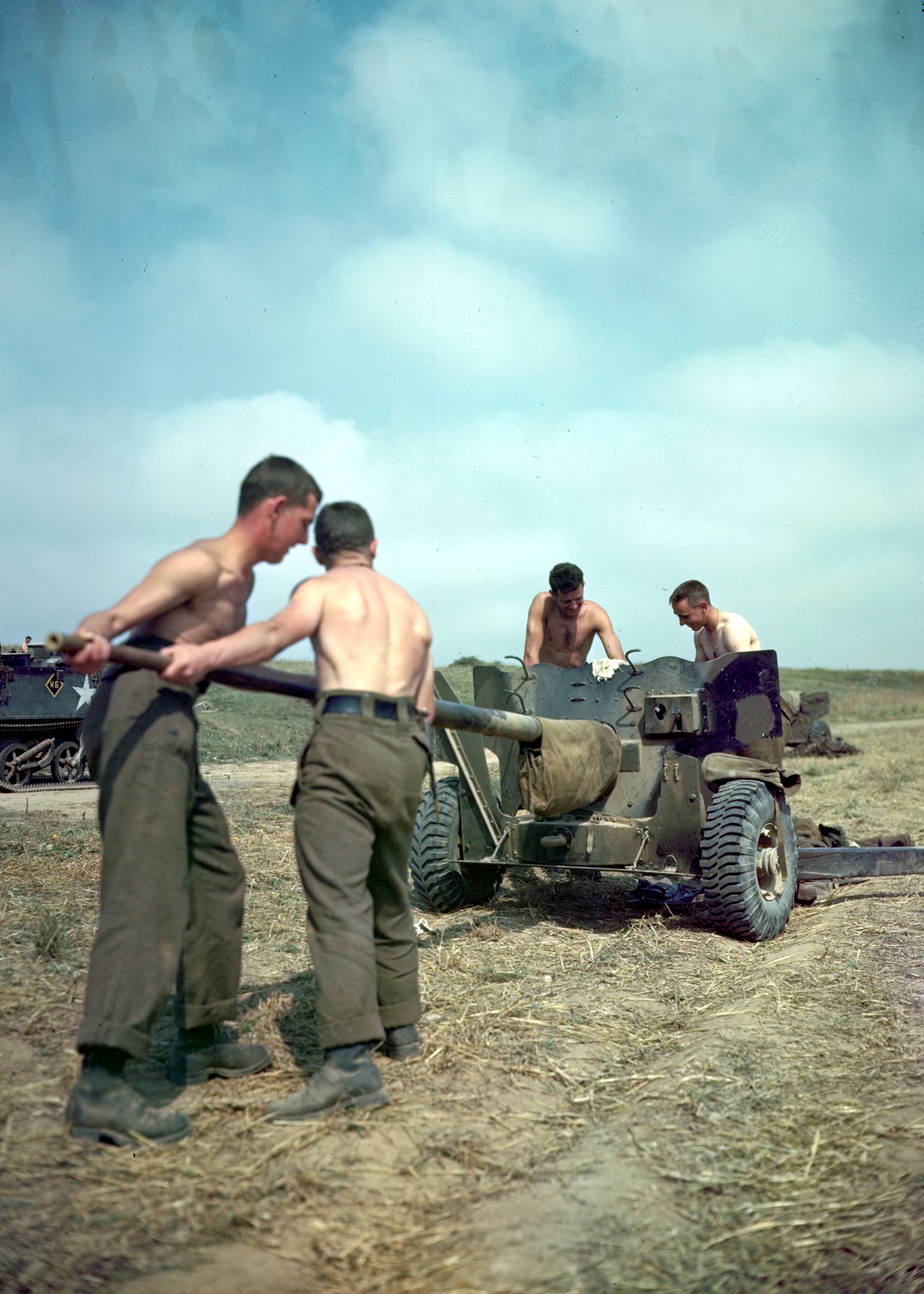
Kanadská obsluha během čištění.